# Таннер, Джозеф Ричард
Джо́зеф Ри́чард «Джо» Та́ннер (англ. Joseph Richard «Joe» Tanner; род. 21 января 1950, Данвилл, Иллинойс, США) — астронавт НАСА. Совершил четыре космических полёта на шаттлах: STS-66 (1994, «Атлантис»), STS-82 (1997, «Дискавери»), STS-97 (2000, «Индевор») и STS-115 (2006, «Атлантис»), совершил семь выходов в открытый космос.

## Личные данные и образование

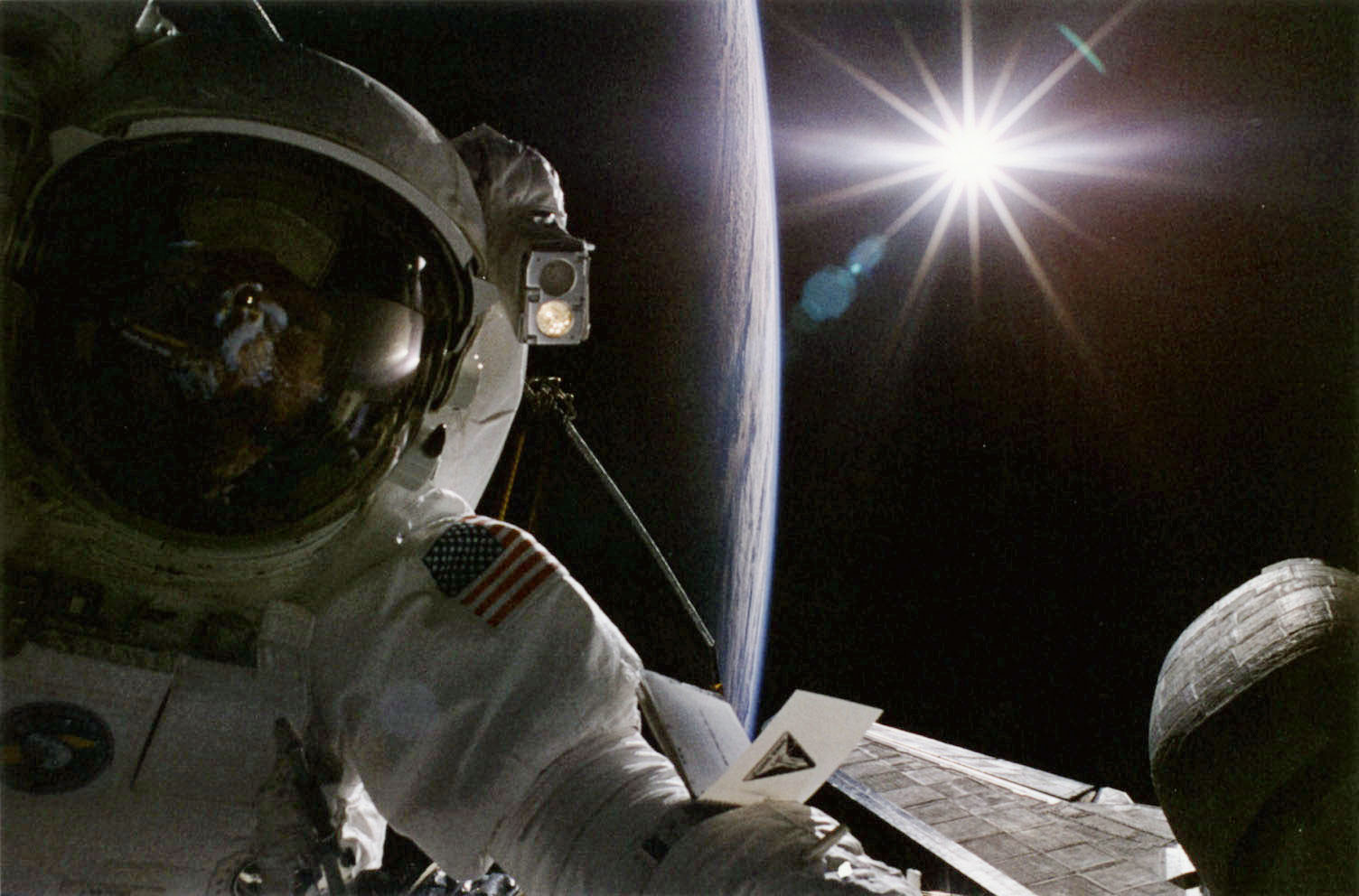
Джозеф Таннер производит ремонт телескопа имени Хаббла.

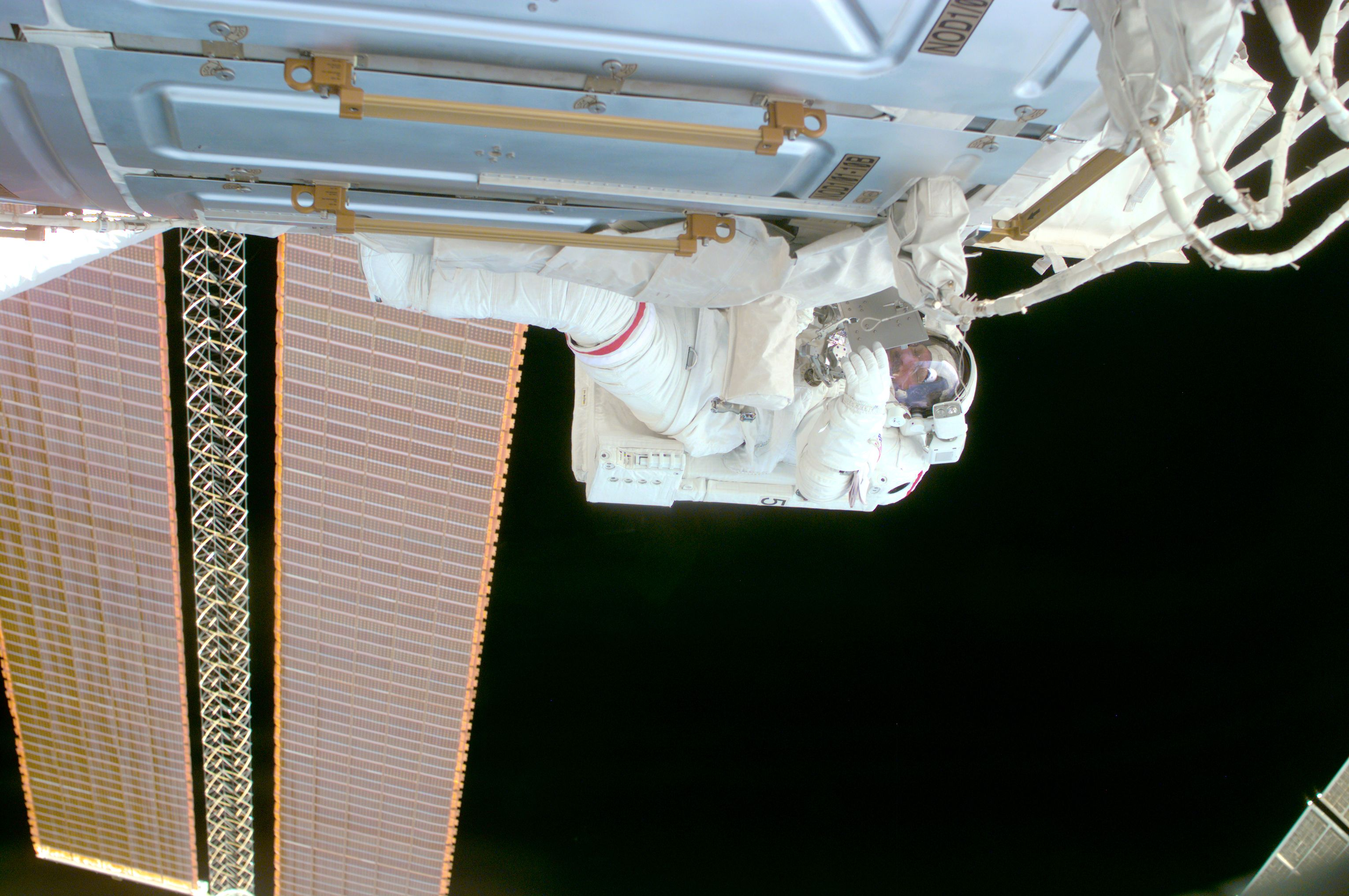
STS-97.

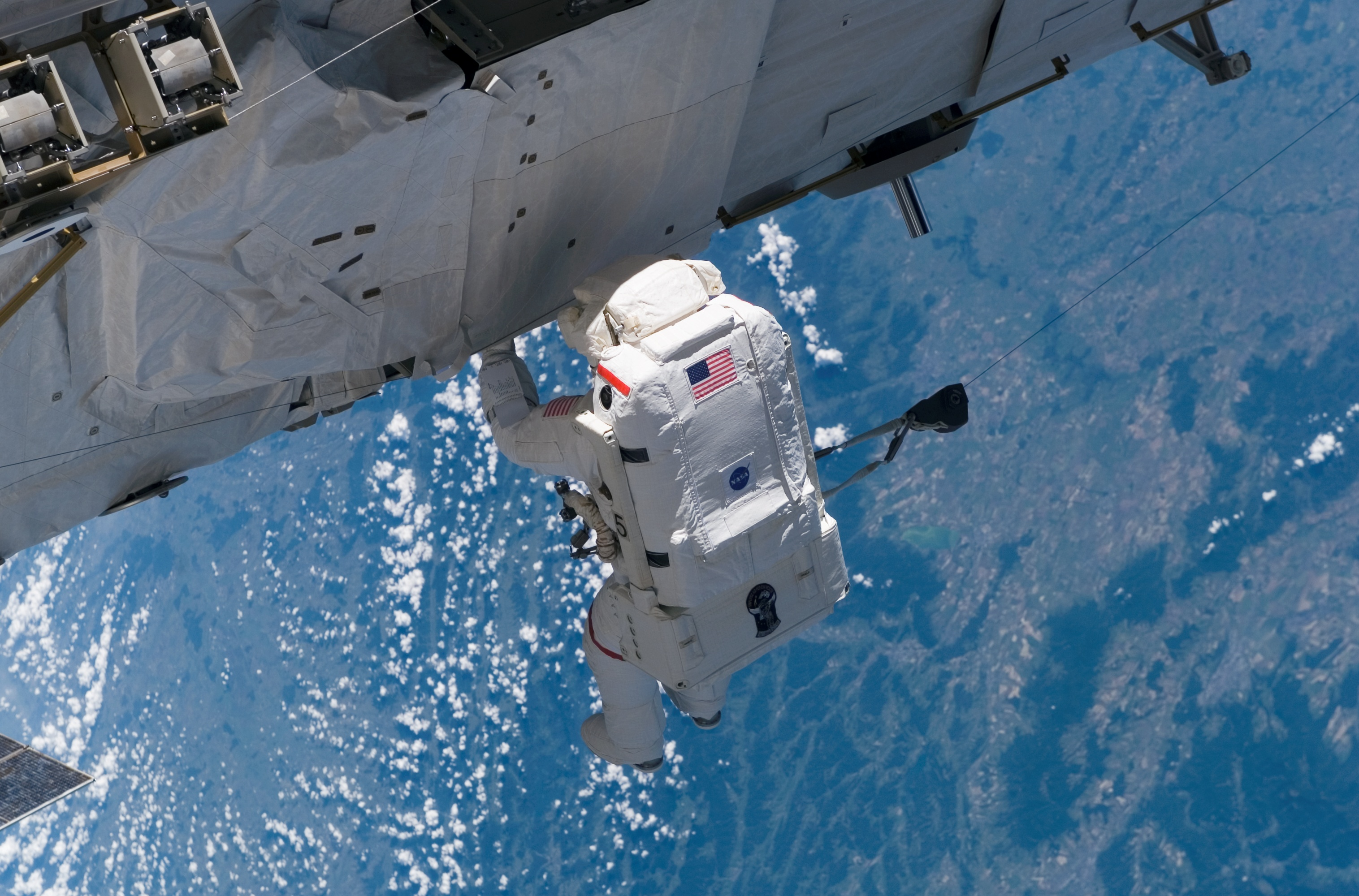
STS-115.

Джозеф Таннер родился 21 января 1950 года в семье врачей, Билла и Меган Таннер, в городе Данвилл (Иллинойс, США). Там же в 1968 году окончил среднюю школу. Принимал активное участие в движении «Бойскауты Америки», достиг уровня «Скаут-Орёл». В 1973 году получил степень бакалавра в области машиностроения в Иллинойсском университете.
Имеет брата-близнеца. Женат на Марте А. Кэрри, у них двое детей. Любит плавание, отдых в кемпингах, альпинизм и проводить время с семьёй.

## До НАСА
Таннер пошёл в ВМС после окончания университета штата Иллинойс в 1973 году. В 1975 году он окончил школу лётчиков Военно-морского флота, был распределён на авианосец «Корал Си», где летал на самолетах А-7. Он закончил свою активную работу в качестве лётчика-инструктора на авиабазе Пенсакола, во Флориде. Джо продолжал летать на А-7, находясь в резерве ВМС, постоянно пытаяся перевестись в НАСА. Имеет налёт более 7500 часов на различных типах военных самолётов и летательных аппаратах НАСА.

## Подготовка к космическим полётам
В 1984 году Таннер перевёлся в НАСА, в Центр космических исследований имени Джонсона, в Хьюстоне, штат Техас. Здесь он стал аэрокосмическим и научно-исследовательским пилотом-инженером. Его основной задачей было: летать и обучать астронавтов-пилотов шаттлов технологии посадки на учебно-тренировочном самолёте T-38 Talon. В марте 1992 года был зачислен в отряд НАСА в составе четырнадцатого набора, кандидатом в астронавты. Стал проходить обучение по курсу Общекосмической подготовки (ОКП). По окончании курса, в августе 1993 года получил квалификацию «специалист полёта» и назначение в Офис астронавтов НАСА. Один год он работал в Лаборатории электронного оборудования шаттлов, ожидая свой первый полёт в космос. Таннер также работал в группе поддержки астронавтов в Центре космических исследований имени Джонсона, в Хьюстоне, штат Техас, при стартах и посадках.

## Полёты в космос
- Первый полёт — STS-66[3], шаттл «Атлантис». C 3 по 14 ноября 1994 года в качестве «специалиста полёта». К основным заданиям миссии STS-66 относится исследование состояния окружающей среды. На шаттле была установлена научно-прикладная лаборатория по изучению атмосферы ATLAS-03 (англ. Atmospheric Laboratory for Applications and Sciences, 3-й полёт лаборатории). Приборы лаборатории провели глобальное измерение температур в мезосфере и концентраций малых примесей, исследование взаимодействия солнечного излучения с отдельными химическими компонентами в термосфере. Важным дополнением к данным лаборатории послужили результаты исследования нижней и средней термосферы приборами отделяемого спутника CRISTA-SPAS Продолжительность полёта составила 9 дней 19 часов 23 минуты[4].

- Второй полёт — STS-82[5], шаттл «Дискавери». C 11 по 21 февраля 1997 года в качестве «специалиста полёта». Цель второго полёта к телескопу — проведение технического обслуживания и замена научных приборов на космическом телескопе имени Хаббла[6]. Выполнил два выхода в открытый космос: 15 февраля 1997 года — продолжительностью 7 часов 27 минут и 17 февраля — 6 часов 34 минуты. Продолжительность полёта составила 9 суток 23 часа 38 минут[7].

- Третий полёт — STS-97[8], шаттл «Индевор». C 1 по 11 декабря 2000 года в качестве «специалиста полёта». Основной задачей являлась доставка на Международную космическую станцию (МКС) модуля P6 с двумя солнечными батареями суммарной мощностью до 64 кВт[9]. Совершил три выхода в открытый космос: 3 декабря 2000 года — 7 часов 33 минуты, обеспечение переноса и пристыковки секции P6. 5 декабря — 6 часов 37 минут, прокладка кабелей между P6 и Z1, перемещение антенной сборки SASA. 7 декабря — 5 часов 10 минут, подтягивание панелей СБ, установка приборов. Продолжительность полёта составила 10 суток 19 часов 58 минут[10].

- Четвёртый полёт — STS-115[11], шаттл «Атлантис». C 9 по 21 сентября 2006 года в качестве «специалиста полёта». Вторая после более чем трёхлетнего перерыва, вызванного катастрофой шаттла «Колумбия», миссия по дальнейшему строительству Международной космической станции. Главной целью полёта является доставка и установка продолжения левого сегмента ферменных конструкций МКС — ферм P3 и P4, пары солнечных батарей (2A и 4A) и обслуживающих их аккумуляторных батарей. Это значительно увеличило количество электроэнергии для проведения научных экспериментов на станции. Выполнил два выхода в открытый космос: 12 сентября 2006 года — продолжительностью 6 часов 26 минут, были установлены новые сегменты ферменной конструкции Р3/Р4, подсоединёны к сегменту Р1. После развёртывания новых солнечных батарей, общая мощность энергоснабжения станции возросла в два раза. 15 сентября — 6 часов 42 минуты, Таннер и Пайпер установили силовые и коммуникационные кабеля между сегментами Р1 и Р3/Р4, убрали транспортную обвязку с блока солнечных батарей. Астронавты работали очень быстро, так, что наземный Центр управления полётом позволил им выполнить некоторые задания предусмотренные для следующего выхода в открытый космос. Единственным инцидентом случившимся в ходе ВКД, стала потеря шайбы, крепёжного болта и пружины, упущенных Таннером и улетевших в открытый космос. В НАСА заявили, что из-за направления, в котором улетели упущенные предметы, время их существования на орбите будет невелико и они не будут представлять угрозы для МКС или других космических аппаратов. Продолжительность полёта составила 11 суток 19 часов 7 минут[12].

Общая продолжительность внекорабельной деятельности (ВКД) за 7 выходов — 46 часов 29 минут. Общая продолжительность полётов в космос — 43 дня 13 часов 16 минут.

## После полётов
В сентябре 2008 года Таннер поступил в Колорадский университет в Боулдере, на факультет аэрокосмической техники, старшим преподавателем. Он помогает студентам старших курсов в их проектных и дипломных работах.

## Награды и премии
Награждён: Медаль «За космический полёт» (1994, 1997, 2000 и 2006), Медаль «За исключительные заслуги» и многие другие.